# Хобот

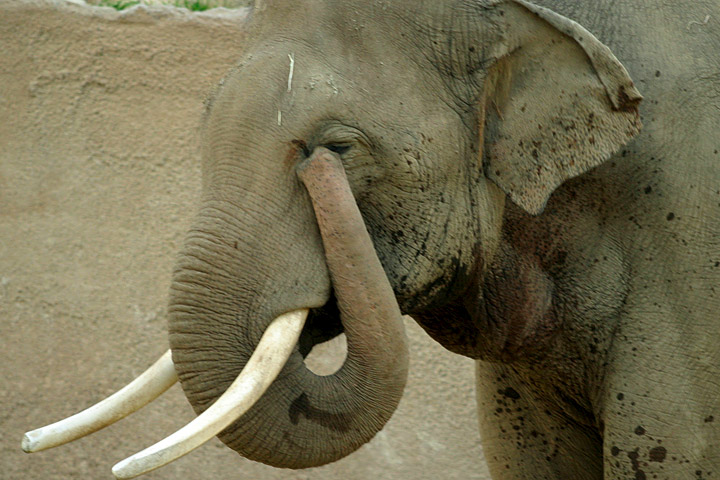
Хобот слона

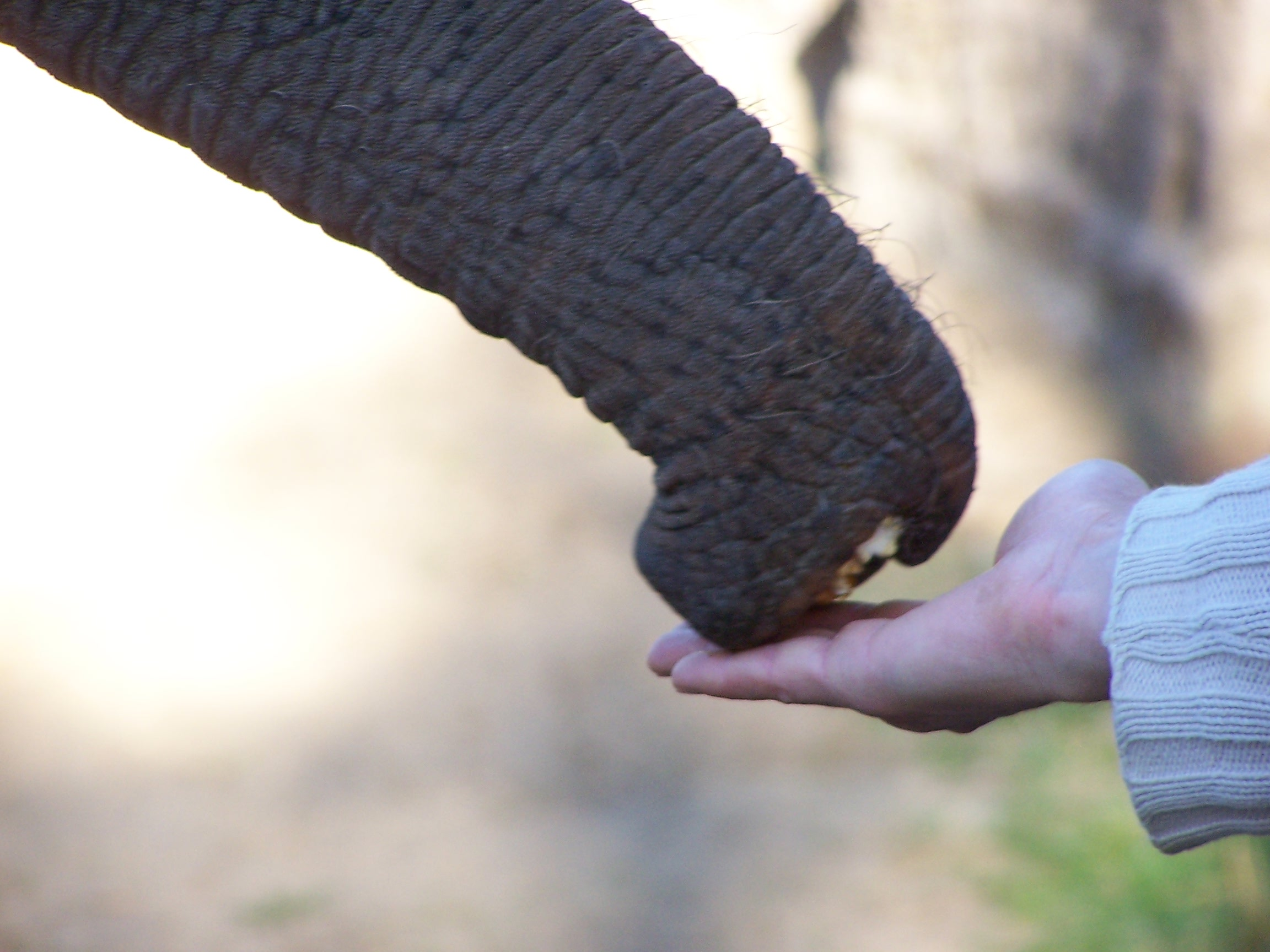
Частина хобота дорослого слона відносно людської руки

Хо́бот (лат. proboscis) — довгий придаток голови, наявний у деяких тварин, з яких найкраще відомий хобот слона. Також наявний хобот (або хоботок) у низки комах та червів (акантоцефалів, кіноринхів та інших).
Українське хобот походить від прасл. *xobotъ або *xobъtъ, очевидно утвореного від дієслова *xabiti, *xobiti («висіти»).

## У ссавців
У слонів та в деяких тварин ряду неповнозубих наявний видовжений ніс. Вирізняється своєю чутливістю. У слонів хобот здатні рухати в різні сторони близько 5000 м'язів. Хобот служить слону носом, руками, губами і ємністю для води. Ця особлива частина слонячого тіла дуже сильна і гнучка, так що слон здатний валити ним дерева. Водночас він уміє маніпулювати дрібними деталями. Також у слонів кінчик хобота має м'язи добре розвиненої чутливості: ним слон здатен підняти шпильку.
Довжина хобота не перевищує 2,5 метрів, товщина сягає до 30 см. Крім функцій дихання, харчування і дотику, хобот відіграє важливу роль у комунікації. Хоботом слони вітають один одного, подають сигнал тривоги, а також старші тварини можуть карати молодших.

## У комах
У комах хоботок (хобіток) — частина ротового апарату, пристосованого для всмоктування рідкої їжі. Розрізняють смоктальний (метелики), колючо-смоктальний (комар, напівтвердокрилі), гризучо-смоктальний (перетинчастокрилі), лижучо-смоктальний (мухи) ротовий апарат з хоботком.

## Уакантоцефалів

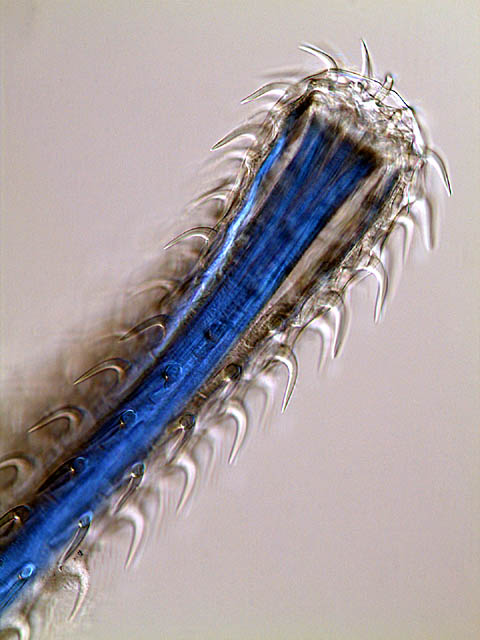
Хобіток Rhadinorhynchus sp.

Наявність у передній частині тіла рухливого хобітка є найпримітнішою особливістю акантоцефалів. Хобіток, як правило, вкритий колючими гачками (звідси й одна з назв акантоцефалів: колючоголові). Хобіток несе загнуті гачки, розташовані у горизонтальних рядах. За допомогою цих гачків акантоцефали прикріплюються до тканин хазяїна. Гачки можуть бути двох або трьох типів. Довші, тонкіші гачки розташовані переважно по всій довжині хоботка, а коротші гачки — біля основи хоботка. Хобіток використовується для пробуравлення стінки кишки остаточного хазяїна і утримування паразита, поки він реалізує свій життєвий цикл.